# Pannfisch

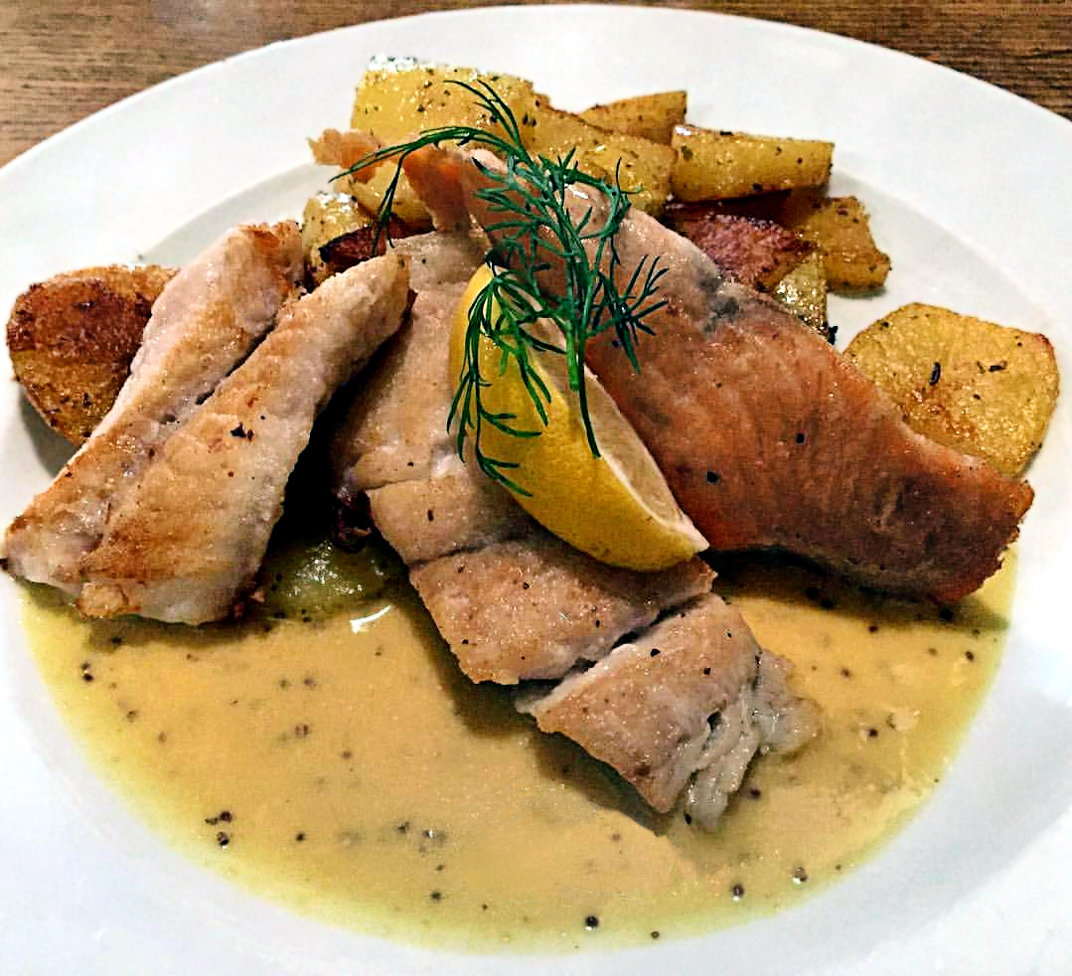
Pannfisch

Pannfisch (niederdeutsch Pannfis ‚Pfannenfisch‘), auch Hamburger Pannfisch oder Hamburger Pfann(en)fisch, ist ein traditionelles Gericht der Hamburger Küche, das mittlerweile als „typisch norddeutsch“ gilt und in ganz Norddeutschland verbreitet ist. Hauptbestandteile sind gebratene oder gegarte Fischstücke ohne Kopf, gebratene Kartoffeln und Senfsoße. Früher ein „Arme-Leute-Essen“ und Resteessen, wird das Pfannengericht heute teils mit Edelfisch zubereitet und ist zudem in gehobenen Restaurants anzutreffen.

## Geschichte
Pannfisch gehört zu den traditionsreichsten Gerichten der regionalen Küche in Hamburg. Begründet im ehemaligen Fischreichtum der Elbe und der nahen Nordsee, ist sie durch vielfältige Fischgerichte gekennzeichnet, die bis weit in das 20. Jahrhundert vor allem mit Hering, Kabeljau und Scholle (sowie auch mit Aal) zubereitet wurden. Ursprünglich kam Hamburger Pannfisch als preiswertes und zugleich nahrhaftes Essen in ärmeren Haushalten der unteren Schichten, wie bei Hamburger Hafenarbeitern, auf den Tisch. Es wurde als Resteessen zubereitet, wenn vom Vortag noch Fisch oder Kartoffeln übrig waren. Neben übrig gebliebenem Fisch wurden teils auch Reste und Abschnitte von Frischfisch (ohne Kopf) verwendet, die in der Hafen-, Fischhandels- und Fischverarbeitungsstadt Hamburg preiswert zu haben waren. In historischen Rezepten wurden die Fischstücke in Brühe gegart, mit kross gebratenen Bratkartoffeln in der Bratpfanne vermengt und mit einer dicken, mit Mehl gebundenen Senfsoße angerichtet. Oftmals musste die Soße den Geschmack der Fischreste überdecken.
Das Gericht ist mindestens seit Mitte des 19. Jahrhunderts überliefert; zum Beispiel beschrieb Ada Rée in ihrem erstmals um 1890 erschienenen Hamburger Kochbuch eine verfeinerte Form, indem sie für ihren Pfannfisch entgrätete Stücke von frischem gekochten Seefisch verwendete.  Die frühe Verbreitung des Gerichts in Norddeutschland lässt sich unter anderem durch das Bremer Kochbuch nachweisen, das 1949 vom Frauen-Erwerbs- und Ausbildungsverein in Bremen herausgegeben wurde und ein klassisches Rezept für Pannfisch enthält. Rezepte für ein verwandtes Gericht unter dem gleichen Namen „Pannfisch“, das jedoch mit Stockfisch und Kartoffelpüree zubereitet wurde und eine Variation des südländischen Stockfisch-Gerichts Brandade darstellt, finden sich schon früh auch außerhalb der norddeutschen Region. Indes kommt Senf bei diesem Stockfisch-Gericht, das inzwischen in Deutschland aus der Mode gekommen ist, überhaupt nicht vor.
Neben den historischen Rezepten wird Pannfisch in verschiedenen modernen Kochbüchern – vor allem in Sammlungen von Klassikern der (nord-)deutschen Regionalküche und in Fischkochbüchern – regelmäßig beschrieben. So finden sich entsprechende Rezepte, die sich meist an die klassische hamburgische Zubereitungsart anlehnen, beispielsweise im Großen Familien-Kochbuch (als „Rezept von der Waterkant“) von Martina Kittler bei Gräfe und Unzer (GU), in der GU-Klassikersammlung Deutsche Küche neu entdeckt! von Matthias F. Mangold und in dem Standardwerk Deutschland – Das Kochbuch von Alfons Schuhbeck. Dieser verweist auf die Hamburger Herkunft des Rezepts und beschreibt es gemäß der dort überlieferten Zubereitungsart, wobei er allerdings auf die Mehlschwitze verzichtet und die Senfsauce stattdessen mit Sahne und kalter Butter bindet.
Die heutige Zubereitungsart und Bedeutung des Gerichts werden vom Hamburger Abendblatt wie folgt charakterisiert: „Heute wird das einstmals preiswerte Essen der Hafenarbeiter mit edlen Fischfiletstücken zubereitet und die Senfsoße meist extra serviert. Aus dem klassischen und gleichzeitig billigen Reste-Essen ist heute also eine sehr bekannte Hamburger Spezialität geworden.“

## Zutaten und Zubereitung

### Fisch

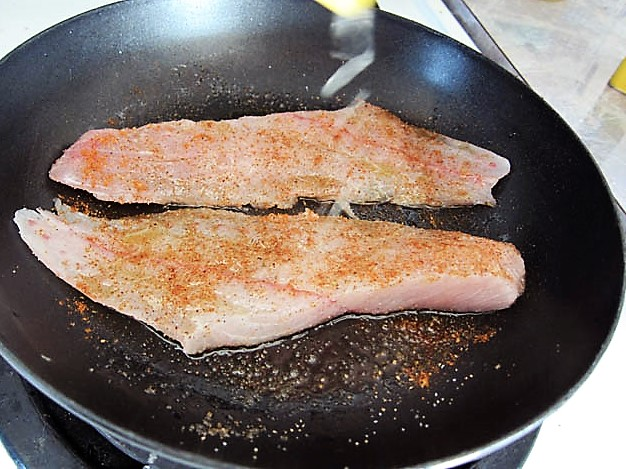
Braten von ganz belassenen Fischfilets

Heute werden für Pannfisch keine Fischreste mehr verwendet, sondern „ausschließlich beste, frische Ware“ wie Fischfiletstücke ohne Haut von Kabeljau, Köhler („Seelachs“) und Schellfisch. Teils wird Pannfisch, je nach regionalem Angebot, auch mit Scholle, Stein- und Heilbutt, Flunder und Seezunge zubereitet, während der preiswertere Seelachs als Tiefkühlware vor allem bei Mittagstisch-Angeboten etc. anzutreffen ist.
Während die Fischstücke früher in Brühe gegart wurden, gibt es heute viele Variationen für die Zubereitung: Teils bekommt der Fisch eine krosse Panade, teils wird er in Mehl gewendet und in einer Pfanne gebraten oder nur gedämpft. Meist werden die Fischfilets in mundgerechte Stücke geschnitten, teils aber auch ganz belassen und nach der Zubereitung auf den Kartoffeln angerichtet. Vor dem Braten oder Dämpfen wird der Fisch zumeist mit Salz, Pfeffer und Zitronensaft von beiden Seiten mariniert.

### Kartoffeln

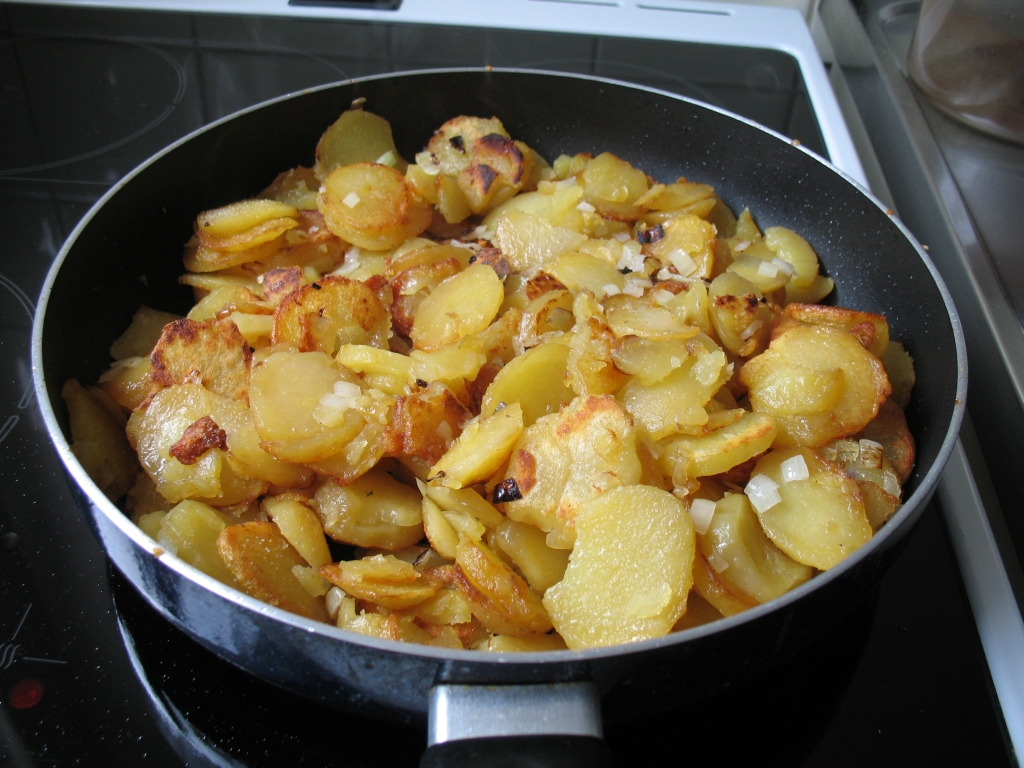
Bratkartoffeln mit Zwiebeln

Für die Bratkartoffeln werden meistens festkochende Kartoffeln verwendet, die in der Schale gekocht, anschließend geschält und in nicht zu dünne, gleichmäßige Scheiben geschnitten werden. Die geschnittenen Kartoffeln werden mit Bratfett in einer (separaten) Pfanne goldbraun gebraten. Als Bratfett ist je nach Rezept und Geschmack Pflanzenöl, Schmalz, Butterschmalz oder Butter gebräuchlich. Teils werden noch in Streifen geschnittene Zwiebeln sowie überdies gewürfelter Speck hinzugegeben. Gewürzt wird mit Salz und Pfeffer.
Verschiedentlich werden die Bratkartoffeln aus rohen Kartoffeln zubereitet, wofür ebenfalls festkochende Sorten am besten geeignet sind. Die Kartoffeln werden geschält und in dünne Scheiben oder Würfel geschnitten. Damit sie beim Braten nicht matschig werden, können die geschnittenen rohen Kartoffeln noch einige Minuten gewässert werden, um sie von der Stärke zu befreien. Vor dem Braten sollten sie auf jeden Fall gut abtropfen.

### Senfsoße

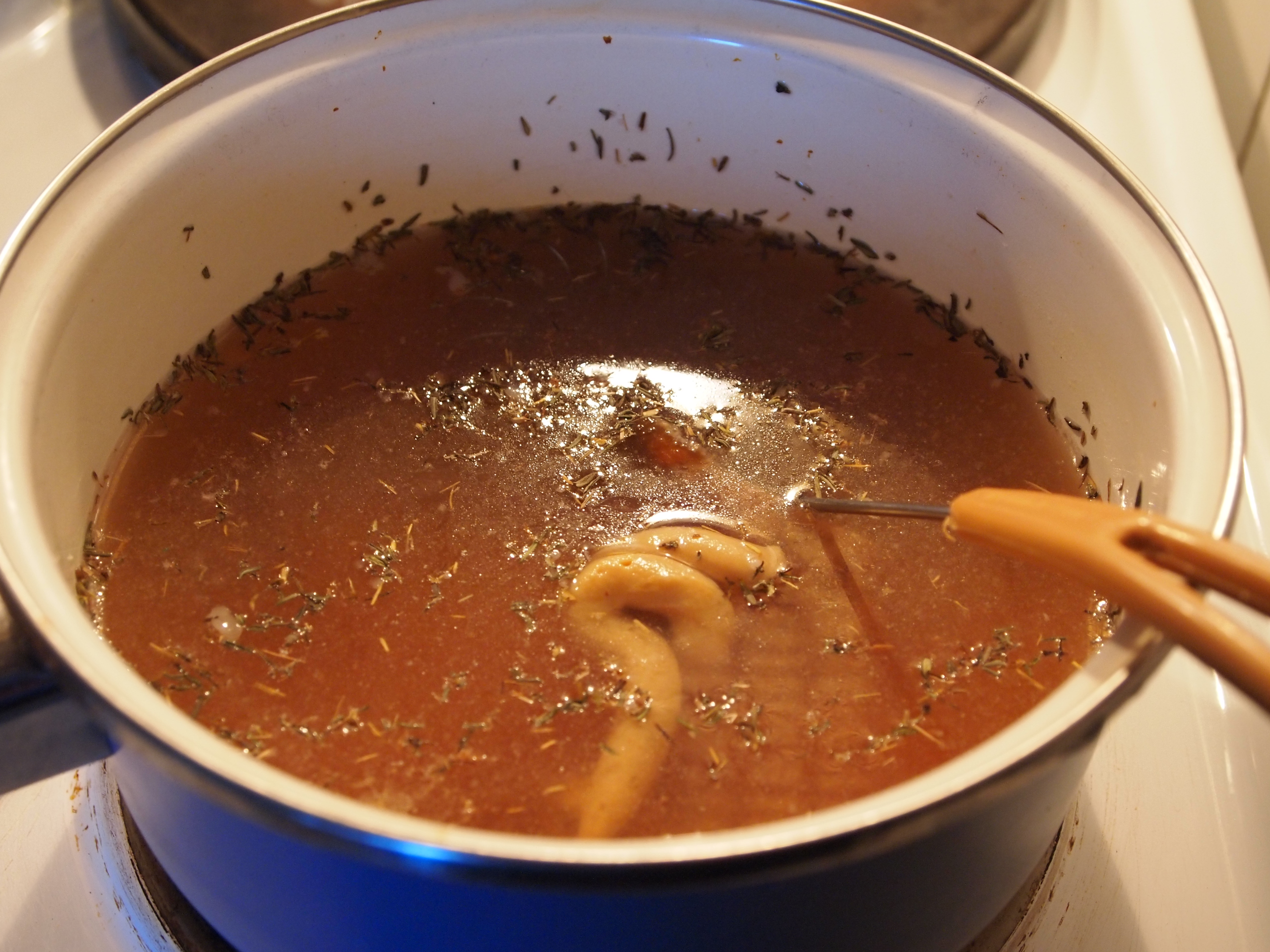
Zubereitung von Senfsoße

Der Geschmack der Soße wird nicht nur durch die Verwendung unterschiedlicher Senfsorten beeinflusst, sondern auch durch die Basis: Klassisch ist eine mit Mehl gebundene Soße (Mehlschwitze), während heute oft ein Soßenansatz mit Weißwein, Fond und Sahne verfeinert wird. Dabei wird gewöhnlich Fischfond verwendet, oft aber auch Gemüsebrühe oder Fleischfond, teils auch zusammen. Meist werden zunächst fein gehackte Zwiebel- oder Schalottenwürfel in Butter angeschwitzt, mit Weißwein abgelöscht und eingekocht, anschließend Fond oder Brühe hinzugegeben und bis zur Hälfte eingekocht sowie mit Sahne aufgefüllt. Als Senfzutat empfehlen viele Rezeptautoren einen scharfen, teils auch körnigen Dijon-Senf oder auch eine Mischung aus verschiedenen Senfsorten. Nach Zugabe des Senfs, die erst kurz vor dem Servieren erfolgen sollte, wird die Soße nochmals erhitzt und kann noch durch Zugabe von gehackten Kräutern wie Schnittlauch, Kerbel und Dill verfeinert werden.

### Weitere Zutaten und Beilagen
Als bodenständiges klassisches Gericht kommt Pannfisch mit den genannten Hauptzutaten aus und wird meistens ohne weitere Beilagen serviert. In einzelnen Rezepten und in einigen Restaurants wird noch eine Gemüsebeilage wie Erbsen und Möhren, Blattspinat, Paprika, Schmorgurken oder Wirsingkohl hinzugefügt; teils werden zu dem Gericht zudem Gewürzgurken, Blattsalat oder Gurkensalat gereicht.
In einer weiteren Variante werden die vermengten Fischstücke und Bratkartoffeln noch mit einigen aufgeschlagenen Eiern in der Pfanne zum Stocken gebracht.

### Anrichten
In klassischen Rezepten werden die separat gebratenen oder gegarten Fischstücke zu den fertigen Bratkartoffeln gegeben und in der Pfanne vermengt, anschließend wird reichlich Senfsoße hinzugegeben. Traditionell wurde Pannfisch früher „in der Pfanne serviert“, während heute – besonders in der Gastronomie – das Gericht meistens als Einzelportion in tiefen Tellern oder einer Servierpfanne angerichtet wird. Häufig wird die Senfsoße extra serviert. Als Garnierung werden zumeist Zitronenscheiben oder -achtel sowie frische Kräuter verwendet.

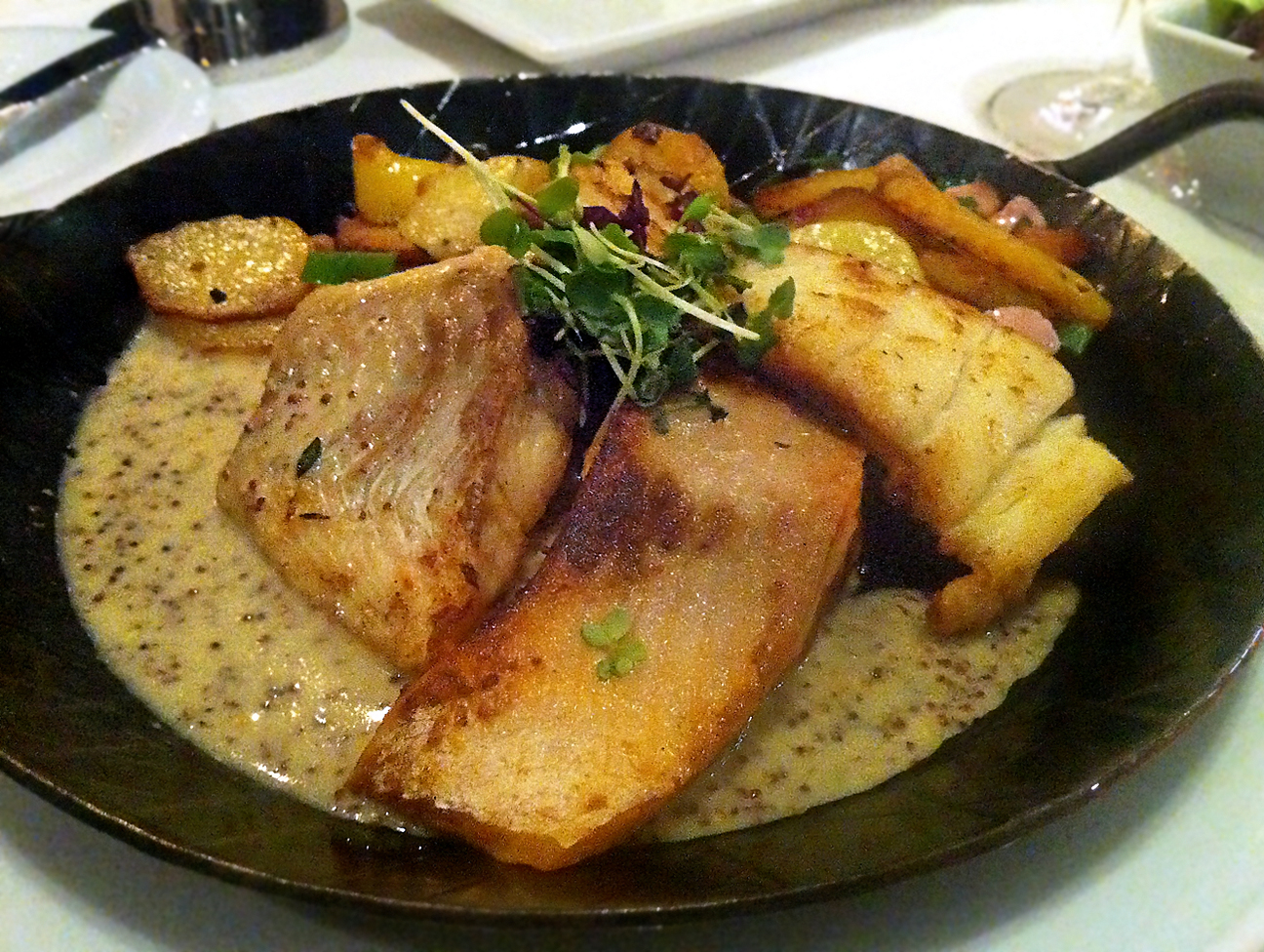
„Hamburger Pannfisch“ – hier in einer Servierpfanne angerichtet im Hotel Atlantic Kempinski in Hamburg
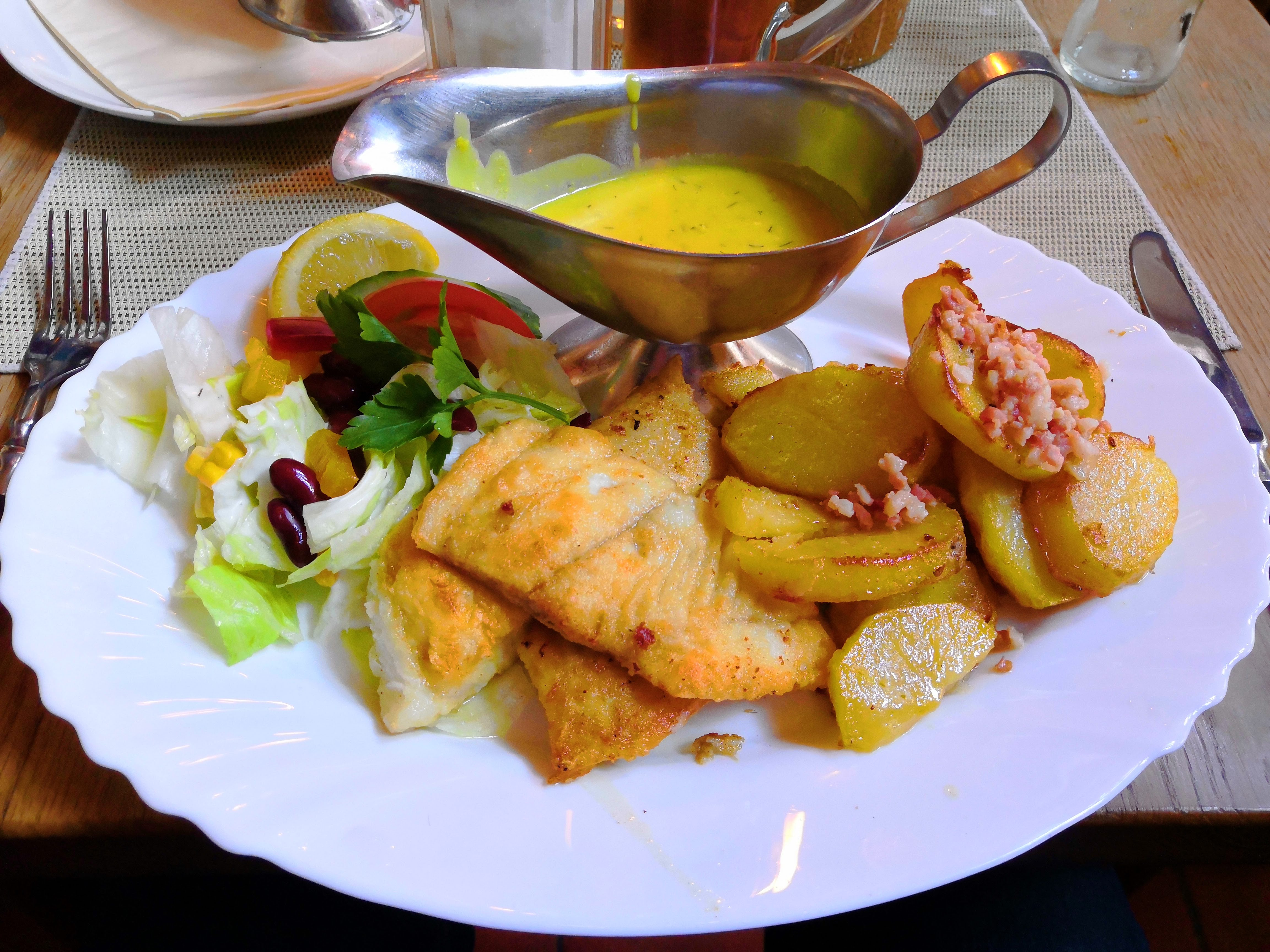
„Hamburger Pannfisch“ –  in einer Gaststätte in Hamburg
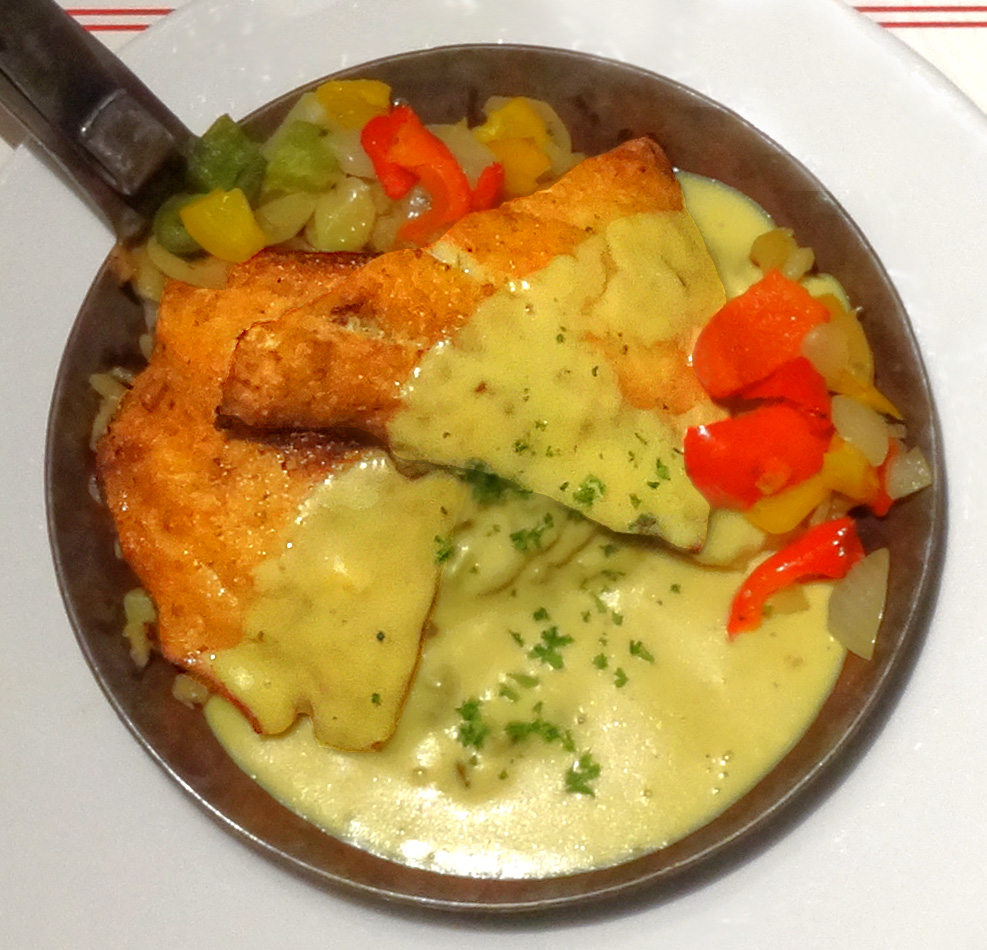
„Bremer Pannfisch“ – Variation mit Gemüse in einem Restaurant in Bremen
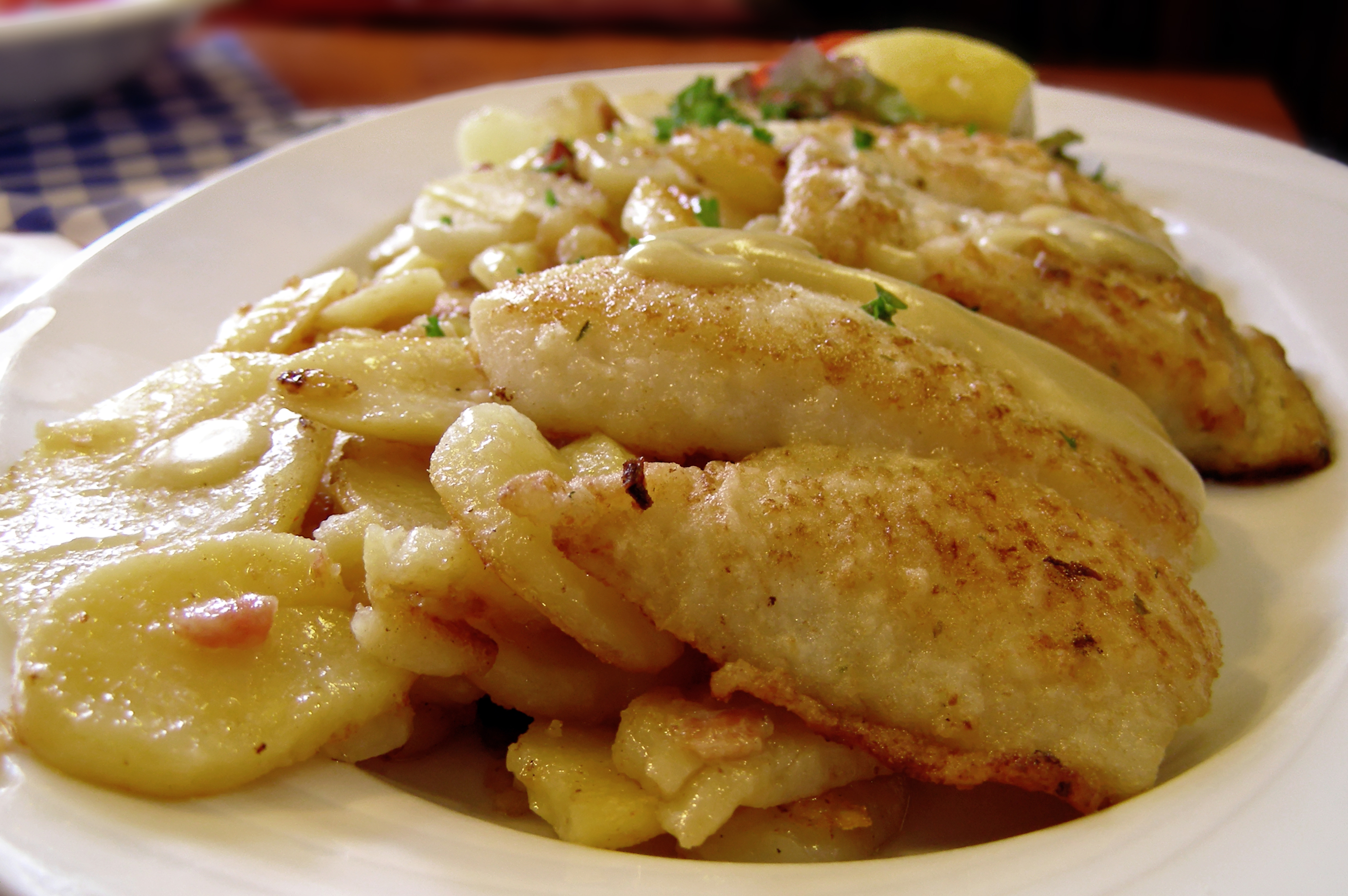
„Helgoländer Pannfisch“ – Variation mit ganzen Fischfilets in einer Gaststätte auf Helgoland
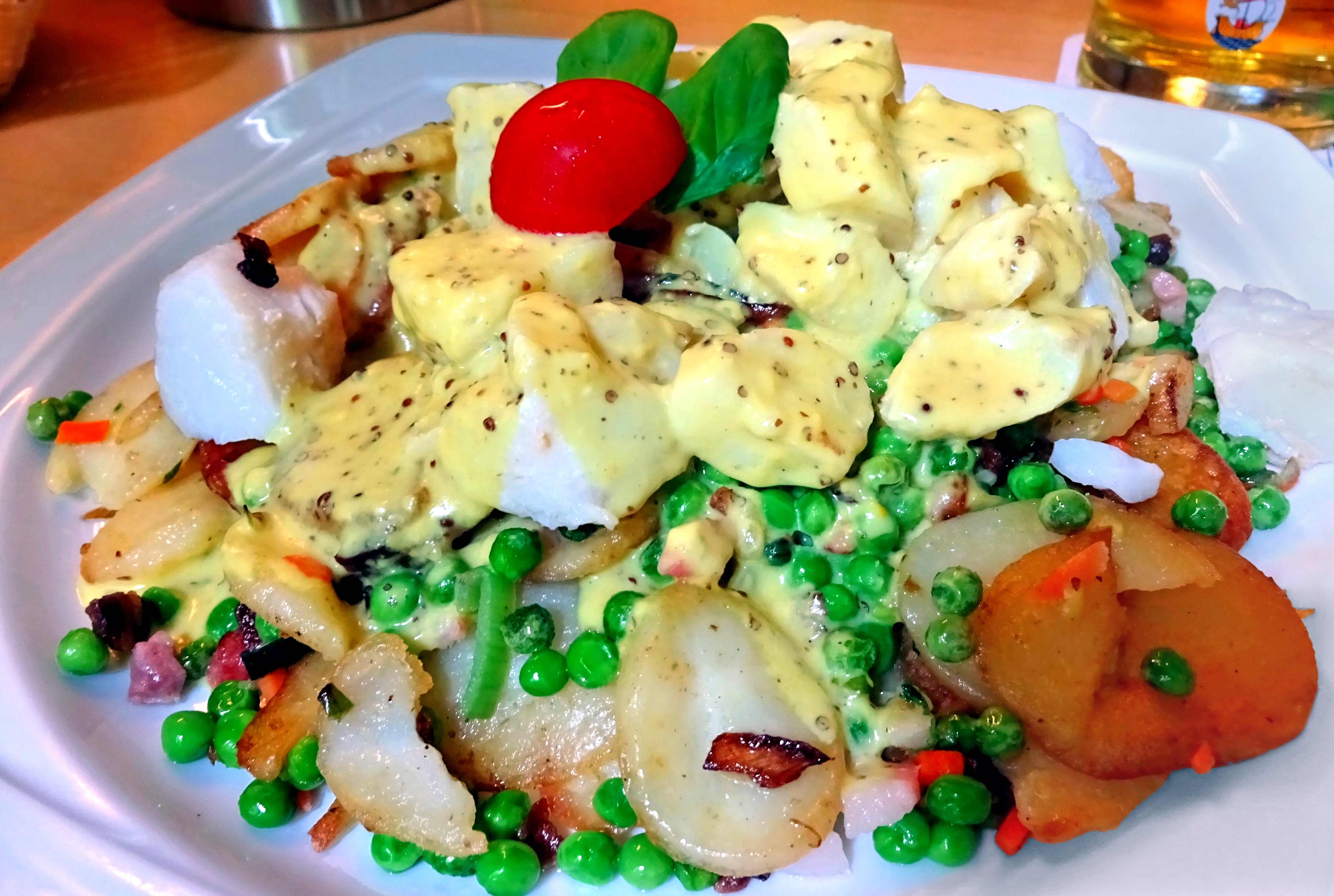
„Flensburger Pannfisch“ – Variation mit Gemüse und Speck in einem Restaurant in Flensburg
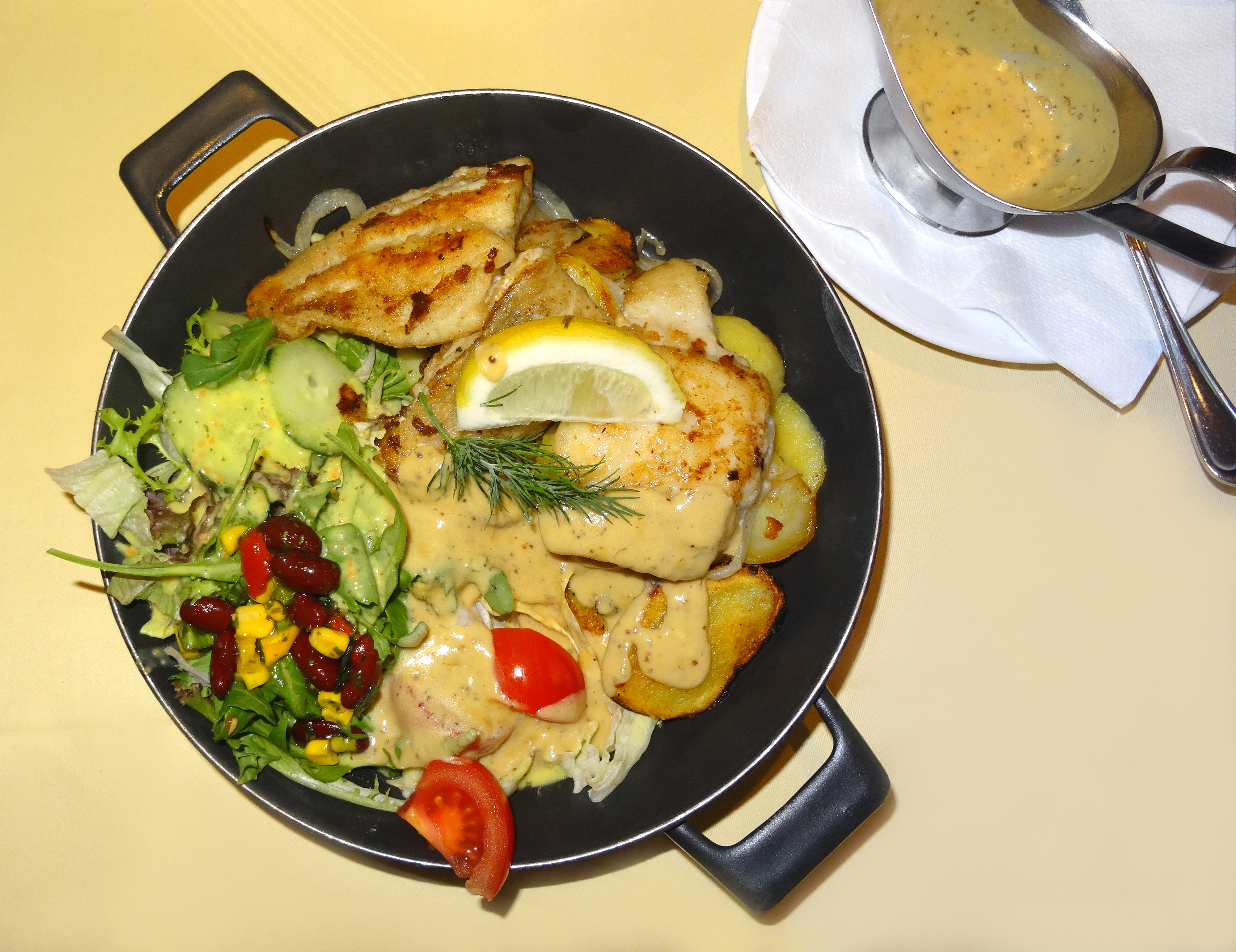
„Ivendorfer Pannfisch“ – Variation mit einer Art Bauernsalat in einem Restaurant in Ivendorf, einem Stadtbezirk von Lübeck-Travemünde